# Cylisticus zangezuricus
Cylisticus zangezuricus är en kräftdjursart som beskrevs av Borutzkii 1961. Cylisticus zangezuricus ingår i släktet Cylisticus och familjen Cylisticidae. Inga underarter finns listade i Catalogue of Life.